# Néo-français
Le néo-français est un élément de la conception du langage de Raymond Queneau qui se voulait un remplacement du français écrit standard. Il se caractérise par une syntaxe et un vocabulaire typiques du langage parlé et par une orthographe plus ou moins phonétique[réf. incomplète].
Vers la fin des années soixante, Queneau a dû constater que le néo-français ne s'était pas imposé du tout et qu'au contraire, le français écrit traditionnel était en train de se consolider grâce, entre autres, à l'influence des médias de masse. De plus, le projet de Queneau n'a pas été pris au sérieux à cause du caractère comique de cette nouvelle écriture, les lecteurs « ont pris ses transcriptions pour un effet de style »[réf. incomplète], et non pas comme un véritable désir de réformer la langue française écrite. L'auteur reconnaissait pleinement et assumait le comique du néo-français avec lequel il s'amusait beaucoup, notamment dans le roman Zazie dans le métro (1959). Par ailleurs, il écrit à ce sujet dans Bâtons, chiffres et lettres : « Jérlu toudsuit lé kat lign sidsu, jépapu manpéché de mmaré ».
Cette situation a un peu évolué dans les années 2000, avec l'utilisation des blogs et du langage SMS par les jeunes générations.
D'autre part, cette idée de réforme radicale revient de temps à autre chez des écrivains. Par exemple, chez Katalin Molnár (Konférans pour lé zilétré, Al Dante, 1999) :

« Nou som le mèrkredi douz novanbr, il é dizneûveur vin sink, dizneûveur trant, par la, on va atandr juska dizneûveur karant, on atan ke toulmond ariv é sinstal é an atandan, prené la fey “Koman ékrir sinpleman ?” jvou zan pri, èl é ta vou, ya unn fôt dedan, tan pi »